# Silnice III/33773
Silnice III/33773 je silnice III. třídy v okrese Chrudim v Pardubickém kraji, dlouhá asi 3,3 km. Vychází ze silnice II/337 v obci Miřetice směrem k východu, prochází místní část Dachov, v níž do ní od západu ústí krátká spojovací silnice III/33774, jižně od kopce Zárubka (455 m n. m.) prochází pietním údolím památníku osady Ležáky, jižně od osady Vrbětice do ní ústí silnice III/33777 od této osady, a končí v Dřeveši vyústěním do příčné silnice II/355, přičemž za křižovatkou na ni navazuje silnice II/306 směrem na Prosetín. Vlastníkem silnice je Pardubický kraj, správu vykonává příspěvková organizace Správa a údržba silnic Pardubického kraje prostřednictvím svého cestmistrovství z Hlinska.

## Historie
V trase západní části silnice byla komunikace vedena již v 19. století při druhém vojenském mapování (1806–1869).
8. června 1973 proběhlo jednání o výstavbě nového mostu silnice přes potok Ležák v Ležákách, současně s tím měla být opravena a zvětšena točka autobusů při výjezdu na Dřeveš a měla proběhnout úprava silnice do Dřeveše, Dachova a Miřetic. 26. července 1973 odbor výstavby a územního plánování KNV udělil souhlas se stavbou, 4. září 1974 byla stavba předána.

## Most
Most v Ležákách (33773-1) je jediným evidovaným mostem na této silnici, krom toho podchází silnici několik propustků pro drobnější vodní toky. Most v Ležákách z roku 1973 je k vodnímu toku kolmý, má délku 7,9 metru, volnou šířku 10,6 metru (z toho 7,3 m mezi obrubami a po obou stranách chodníky o šířce 1,65 m), výška mostu nad terénem je 3,2 m a hloubka vody pod mostem je 0,2 metru. Normální zatížitelnost mostu je 48 tun, výhradní zatížitelnost 107 tun a výjimečná zatížitelnost 381 tun. Krajní masivní opěry jsou betonové, nosnou konstrukci mostu tvoří prostá prefabrikovaná deska typu KA-67 z předpjatého betonu o konstrukční výšce 0,45 m.

## Využití
Z Miřetic do Ležáků je po této silnici vedena modře značená pěší turistická trasa. Po celé délce silnice vede cyklistická trasa č. 4114 Seč – Žďárec u Skutče.
Veřejná hromadná doprava není po této silnici vedena, autobusové linky spojující Miřetice a Dřeveš jsou vedeny buď po silnicích II. třídy severním směrem přes Louku (linka 620771) nebo jižní stranou přes Včelákov a Tisovec (620702 a vybraný spoj 620781).